# Deutsche Kammerphilharmonie Bremen
La Deutsche Kammerphilharmonie Bremen (Filarmónica de Cámara Alemana de Bremen), es una orquesta de cámara con sede en Bremen (Alemania), con lugar de residencia en el edificio histórico Stadtwaage.

## Historia
Un grupo de estudiantes de música fundó la orquesta en 1980 en Frankfurt, inicialmente como un conjunto propio de los músicos y sin director. Los músicos asumen la responsabilidad financiera así como la gestión artística. Alrededor del 40% de los costos de la organización, provienen de las autoridades gubernamentales alemanas. Han trabajado con investigadores de la Universidad de Saarbrücken para desarrollar una herramienta de gestión llamada "Modelo 5 Segundos" apropiada para el funcionamiento de la orquesta.
Los primeros conciertos se celebraron en 1983 e incluyeron una actuación en la Organización de las Naciones Unidas y actuaciones con Gidon Kremer en el Lockenhaus Festival en 1984 y 1985. La orquesta adquirió estatus profesional en 1987, y se trasladó a Bremen en 1992. Una rama del grupo, los Solistas de Viento de la Deutsche Kammerphilharmonie Bremen se han establecido como conjunto independiente desde 1990. En Bremen la orquesta presenta dos series de suscripción por temporada, conciertos especiales, dos conciertos de música de cámara, y un festival de verano al aire libre en Lesmona. La orquesta ha sido la orquesta en residencia del Festival de Música de Bremen desde 1998 y en la Internacional Beethovenfest en Bonn desde el año 2005. Comenzando en el año 2017 la Deutsche Kammerphilharmonie Bremen es la orquesta en residencia en el Festival Kissinger Sommer.
Está considerada como una de las más importantes orquestas a nivel mundial por su particular estilo musical que consigue una gran claridad y a la vez aporta una gran energía a las interpretaciones. La orquesta lo llama el sonido del siglo XXI y está en la línea de otras orquestas destacadas de los últimos años como la Orquesta Sinfónica Simón Bolívar venezolana.

## Directores
Como directores artísticos han contado a lo largo de los años con Mario Venzago, Heinrich Schiff, Jiří Bělohlávek y Thomas Hengelbrock. Daniel Harding fue director musical de la orquesta, a partir de 1999 hasta el año 2003. Paavo Järvi ha servido director artístico desde el año 2004. Uno de sus más destacados logros al frente de la orquesta ha sido el Proyecto Beethoven, aclamado por el público y la crítica. Actuaron en París, Tokio, Estrasburgo y Varsovia, en el Festival de Salzburgo y la Beethovenfest de Bonn, con el ciclo completo de las nueve sinfonías de Beethoven que grabaron en RCA. Se ha publicado también un DVD documental del proyecto, producido por la Deutsche Welle. Después se han focalizado en las obras sinfónicas de Robert Schumann en concierto y grabaciones, también con muy buenos resultados.

## Artistas
También ha colaborado con importantes solistas y directores como Sabine Meyer, Viktoria Mullova, Heinz Holliger, Olli Mustonen, Hélène Grimaud, Julia Fischer, Janine Jansen, Heinrich Schiff, Ton Koopman, Trevor Pinnock, Pierre Boulez y Christian Tetzlaff.
La Deutsche Kammerphilharmonie Bremen ha grabado diversos Discos para sellos discográficos como Deutsche Grammophon, Teldec, EMI Classics, BMG, RCA, Virgin Classics, Decca, Berlin Classics, Chandos, y Pentatone. 

## Grabaciones
Junto con su trabajo de grabación, la Deutsche Kammerphilharmonie y Paavo Järvi han hecho giras en Japón (2006, 2007, 2010, 2013), Canadá y los Estados Unidos (2005, 2007, 2009 y 2010), así como numerosas giras por toda Europa. Regresaron a América del Sur en 2013 y realizaron un completo ciclo sinfónico de Beethoven en Sao Paulo, que recibió muy buena acogida de audiencias y críticos. Interpretaron las sinfonías de Schumann en el Festival de las Noches Blancas de San Petersburgo (invitados por Valeri Guérguiyev) en julio de 2011, en la Beethovenfest de Bonn en Sept 2011 y en el Beethoven Festival de Varsovia en marzo de 2012. También actuaron en la Konzerthaus de Viena con su ciclo Schumann en la temporada 2012/13. Los tours de 2013 incluyeron un concierto de la ópera Fidelio de Beethoven en Japón, así como su debut coreano. En 2014 tuvo lugar el lanzamiento de sus versiones de las sinfonías de Brahms y el ciclo de conciertos que la Deutsche Kammerphilharmonie y Paavo Järvi realizaron en Estados Unidos, Canadá, Europa y Japón.
En 2015 regresaron a Corea y recorrieron Rusia, Austria, Alemania, Francia y Polonia, mientras que en 2016 están realizaron una gran gira por Japón y Taiwán.

## Premios y reconocimientos
La Deutsche Kammerphilharmonie ha recibido numerosos premios por su colaboración con la Bremen East School, incluyendo en 2007, el Premio Futuro a la mejor innovación social. En 2008 recibió el prestigioso Premio Fundadores Alemanes en la categoría de 'premio especial' por su exitosa combinación de espíritu emprendedor y cultura. En noviembre de 2011 recibió el Quinto Premio Internacional de la Paz de Bremen, junto con la Bremen East School y el municipio de Osterholz-Tenever como reconocimiento a su destacada iniciativa colaborativa "Distrito-Ópera".